# Auburn (Maine)
Auburn es una ciudad ubicada en el condado de Androscoggin en el estado estadounidense de Maine. En el Censo de 2010 tenía una población de 23.055 habitantes y una densidad poblacional de 135,41 personas por km².

## Geografía
Auburn se encuentra ubicada en las coordenadas 44°5′4″N 70°14′59″O / 44.08444, -70.24972. Según la Oficina del Censo de los Estados Unidos, Auburn tiene una superficie total de 170.27 km², de la cual 153.66 km² corresponden a tierra firme y (9.75%) 16.6 km² es agua.

## Demografía
Según el censo de 2010, había 23.055 personas residiendo en Auburn. La densidad de población era de 135,41 hab./km². De los 23.055 habitantes, Auburn estaba compuesto por el 93.71% blancos, el 2.47% eran afroamericanos, el 0.43% eran amerindios, el 0.95% eran asiáticos, el 0.04% eran isleños del Pacífico, el 0.33% eran de otras razas y el 2.07% pertenecían a dos o más razas. Del total de la población el 1.51% eran hispanos o latinos de cualquier raza.